# Omar Fraile
Pour les articles homonymes, voir Fraile.
Fraile  Matarranz est un nom espagnol. Le premier nom de famille, en général paternel, est Fraile ; le second, en général maternel, souvent omis, est Matarranz.
Omar Fraile Matarranz est un coureur cycliste espagnol, né le 17 juillet 1990 à Santurtzi, membre de l'équipe Ineos Grenadiers. Il est passé professionnel en 2012 chez Orbea Continental.

## Biographie
Membre de l'équipe Seguros Bilbao en 2010 et 2011, Omar Fraile est notamment champion du Pays basque du contre-la-montre espoirs et troisième du championnat d'Espagne du contre-la-montre espoirs en 2011. En 2012, il intègre l'équipe continentale Orbea, alors réserve de l'équipe professionnelle basque Euskaltel-Euskadi. Il représente l'Espagne au championnat du monde du contre-la-montre des moins de 23 ans, et en prend la 34e place.
En 2013, il est recruté par l'équipe continentale professionnelle Caja Rural. 
En avril 2015, après avoir remporté le classement de la montagne du Tour du Pays basque, il obtient sa première victoire professionnelle en s'imposant au Tour des Apennins. Le mois suivant, il est vainqueur d'étape des Quatre Jours de Dunkerque, à Cassel. Durant l'été, il dispute le Tour d'Espagne, son premier grand tour. En fin de saison il signe un contrat avec l'équipe Dimension Data.

### Dimension Data

#### Saison 2016
Il commence sa carrière au sein de la structure World Tour sur les manches du Challenge de Majorque. Il enchaîne par le Tour d'Andalousie, 15e de la dernière étape alors que son coéquipier et compatriote Igor Anton en prend la 8e place et la 12e au général. La semaine suivante, les deux espagnols se distinguent sur le Grand Prix de Lugano, Omar se classant 7e et Igor 9e. Au mois de mai, il prend part pour la première fois à l'Amstel Gold Race, la Flèche wallonne puis à Liège-Bastogne-Liège. Retenu pour participer au Giro, il abandonne lors de la 5e étape, insuffisamment remis d'une chute survenue la veille.  Il reprend la compétition sur le Criterium du Dauphine, abandonnant lors de la 7e étape. En juin, il est plus à son aise sur le Tour de Slovénie, décrochant une 7e et une 3e place d'étape. Lors de la deuxième partie de saison, c'est en Espagne qu'il connait ses meilleurs résultats, meilleur grimpeur sur le Tour de Burgos puis sur la Vuelta où il décroche notamment une 4e place d'étape.

#### Saison 2017
Sa deuxième saison avec Dimension Data se lance sur le Tour de l'Algarve. Au sortir de celui-ci, il prend part à son premier Paris-Nice. En avril, il ne dispute qu'une seule classique, Liège-Bastogne-Liège, la terminant 25e. Une forme qu'il confirme sur le Tour du Yorkshire, 2e de la dernière étape et du classement général enlevé par son coéquipier Serge Pauwels. Il prend cette année-là sa revanche sur le Tour d'Italie, y levant les bras sur la onzième étape. On ne le retrouve sur le devant de la scène que lors du Tour d'Espagne, 2e de la douzième étape. Le lendemain, malade, il abandonne.

### Astana
Au mois d'août 2017 est annoncé son transfert pour Astana, pour un contrat de deux ans, où Alexandre Vinokourov compte sur ses capacités de grimpeur pour renforcer l'équipe sur les Grands Tours mais également sur ses qualités de rouleur pour les contre-la-montres par équipe. Il étrenne ses nouvelles couleurs sur le Tour d'Oman avant de se distinguer sur Paris-Nice, 2e de la dernière étape, battu par David de la Cruz. Moins d'un mois plus tard, il ne laisse pas lui échapper la victoire d'étape sur le Tour du Pays basque. Mi-avril, comme en 2016, il participe au triptyque Amstel Gold Race, Flèche wallonne, Liège-Bastogne-Liège. Après cet épisode de classiques, il renoue avec la victoire sur le Tour de Romandie, levant les bras sur la première étape. Fin juin, il monte sur la troisième marche du podium de son championnat national. Quelques jours plus tard, Astana annonce qu'il est retenu pour participer à son premier Tour de France, notamment pour épauler Jakob Fuglsang en montagne. Il s'y distingue individuellement en remportant la quatorzième étape.

### Ineos Grenadiers
En novembre 2021, Fraile s'engage avec Ineos Grenadiers. Disposant d'un contrat de deux ans, son rôle dans la formation britannique est d'être équipier.
En novembre 2023, Ineos Grenadiers annonce l'extension du contrat de Fraile jusqu'en fin d'année 2025.

## Palmarès et classements mondiaux

### Palmarès amateur
- 2009
  - 2e du Trofeo Santiago en Cos
- 2010
  - Premio Primavera
  - Antzuola Saria
  - 2e de l'Ereñoko Udala Sari Nagusia
  - 3e du San Isidro Sari Nagusia
- 2011
  - Champion du Pays basque du contre-la-montre espoirs
  - Soraluzeko Saria
  - Subida a Gorla
  - Ronde du Pays basque
  - 4e étape du Tour de Palencia
  - 2e de l'Adziondo Klasica
  - 3e du championnat d'Espagne du contre-la-montre espoirs

### Palmarès professionnel

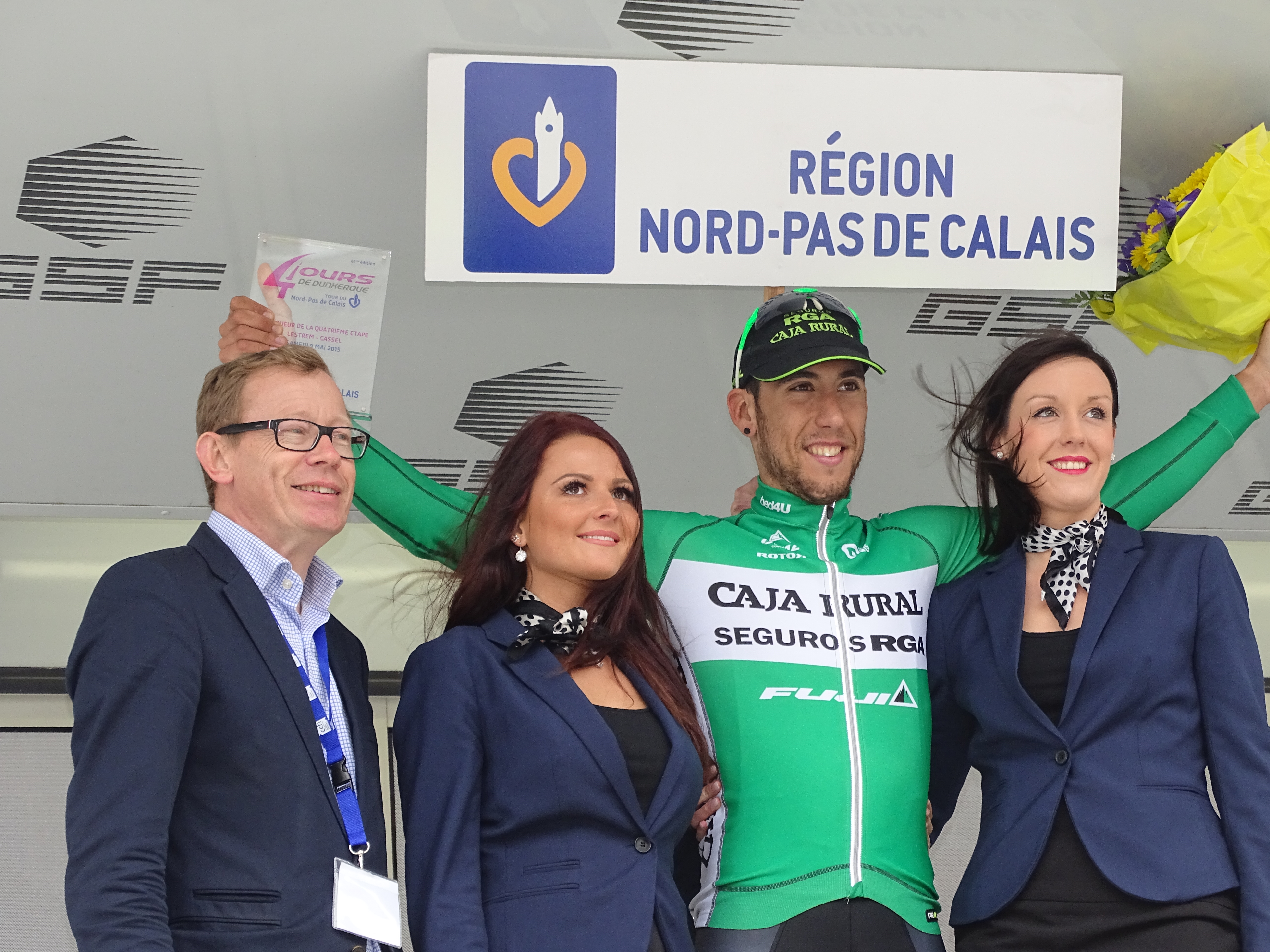
Omar Fraile, vainqueur de la 4e étape des Quatre Jours de Dunkerque 2015.

- 2015
  - Tour des Apennins
  - 4e étape des Quatre Jours de Dunkerque
  -  Classement de la montagne du Tour d'Espagne
- 2016
  -  Classement de la montagne du Tour d'Espagne
- 2017
  - 11e étape du Tour d'Italie
  - 2e du Tour de Yorkshire
- 2018
  - 5e étape du Tour du Pays basque
  - 1re étape du Tour de Romandie
  - 14e étape du Tour de France
  - 3e du championnat d'Espagne sur route
- 2019
  - 1re étape du Tour d'Espagne (contre-la-montre par équipes)
- 2021
  -  Champion d'Espagne sur route
- 2022
  - 3e du Tour de Grande-Bretagne
- 2023
  - 5e étape du Tour d'Andalousie

### Résultats sur les grands tours

#### Tour de France
5 participations
- 2018 : 57e, vainqueur de la 14e étape
- 2019 : 71e
- 2020 : 60e
- 2021 : 57e
- 2023 : 60e

#### Tour d'Italie
2 participations
- 2016 : abandon (5e étape)
- 2017 : 65e, vainqueur de la 11e étape

#### Tour d'Espagne
8 participations
- 2015 : 88e,  vainqueur du classement de la montagne
- 2016 : 69e,  vainqueur du classement de la montagne
- 2017 : abandon (13e étape)
- 2018 : 63e
- 2019 : 79e, vainqueur de la 1re étape (contre-la-montre par équipes)
- 2020 : 64e
- 2021 : non-partant (13e étape)
- 2023 : 115e

### Classements mondiaux
| Année                                 | 2013 | 2014 | 2015 | 2016 | 2017 | 2018 | 2019 | 2020 | 2021 | 2022 | 2023  | 2024  |
| ------------------------------------- | ---- | ---- | ---- | ---- | ---- | ---- | ---- | ---- | ---- | ---- | ----- | ----- |
| UCI World Tour                        |      |      |      | 214e | 135e | 99e  |      |      |      |      |       |       |
| Classement mondial                    |      |      |      | 406e | 288e | 188e | 728e | 266e | 306e | 413e | 1186e | 1707e |
| UCI Europe Tour                       | 991e | 866e | 88e  | 553e | 471e | 686e | 533e | 217e | 259e | 331e | nc    | nc    |
|                                       |      |      |      |      |      |      |      |      |      |      |       |       |
| Légende : nc = non classéSource : UCI |      |      |      |      |      |      |      |      |      |      |       |       |